# All American Racers
All American Racers (antiga Anglo American Racers) é uma equipe norte-americana de automobilismo que disputou provas da Fórmula 1 e da extinta CART (posteriormente, Champ Car), fundada em 1964 por Dan Gurney e Carroll Shelby. Atualmente, dedica-se a vários projetos automobilísticos.

## Fórmula 1

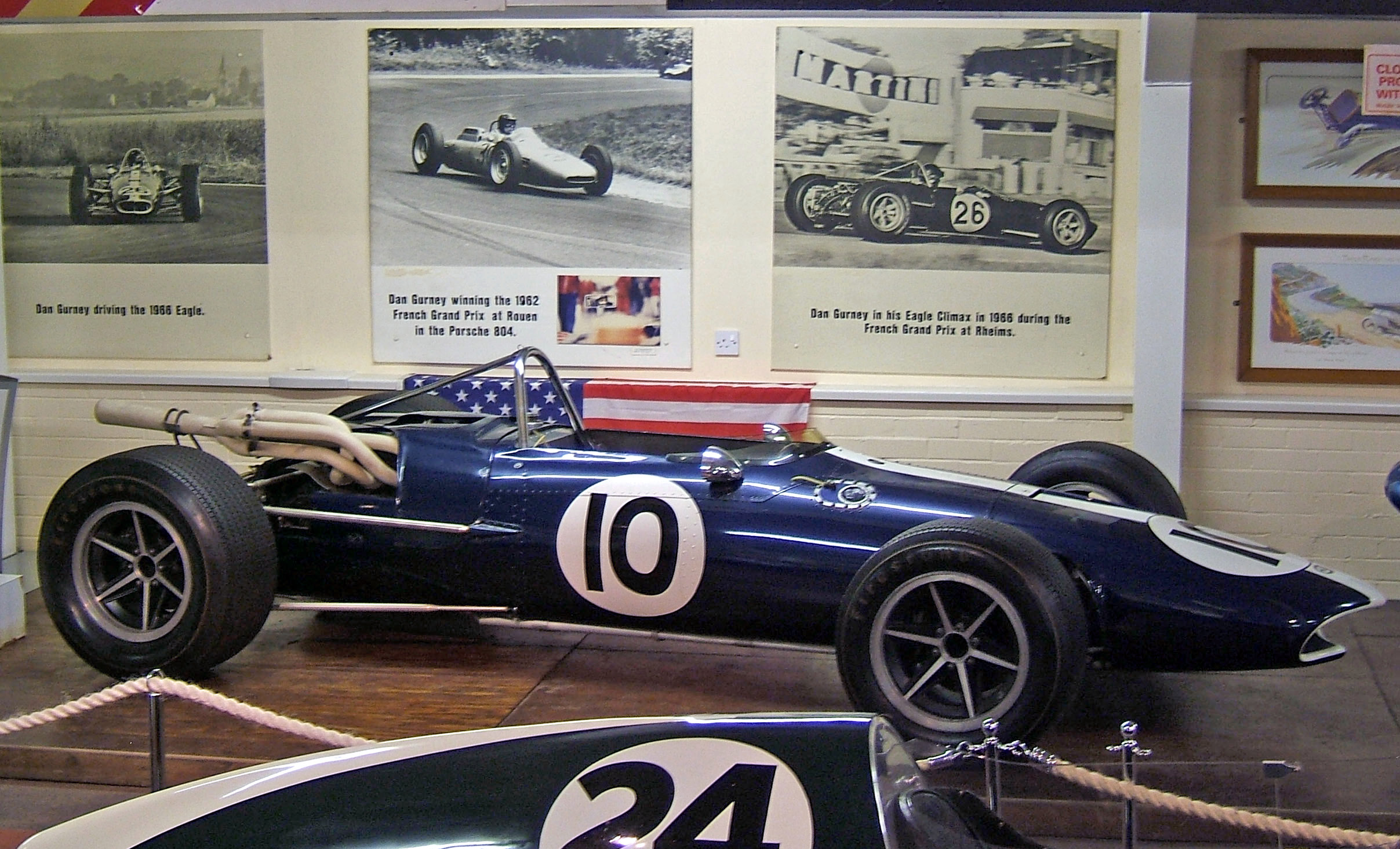
O Eagle T2G, carro pilotado na USAC e bastante semelhante ao T1G da Fórmula 1, exceto a suspensão e o motor.

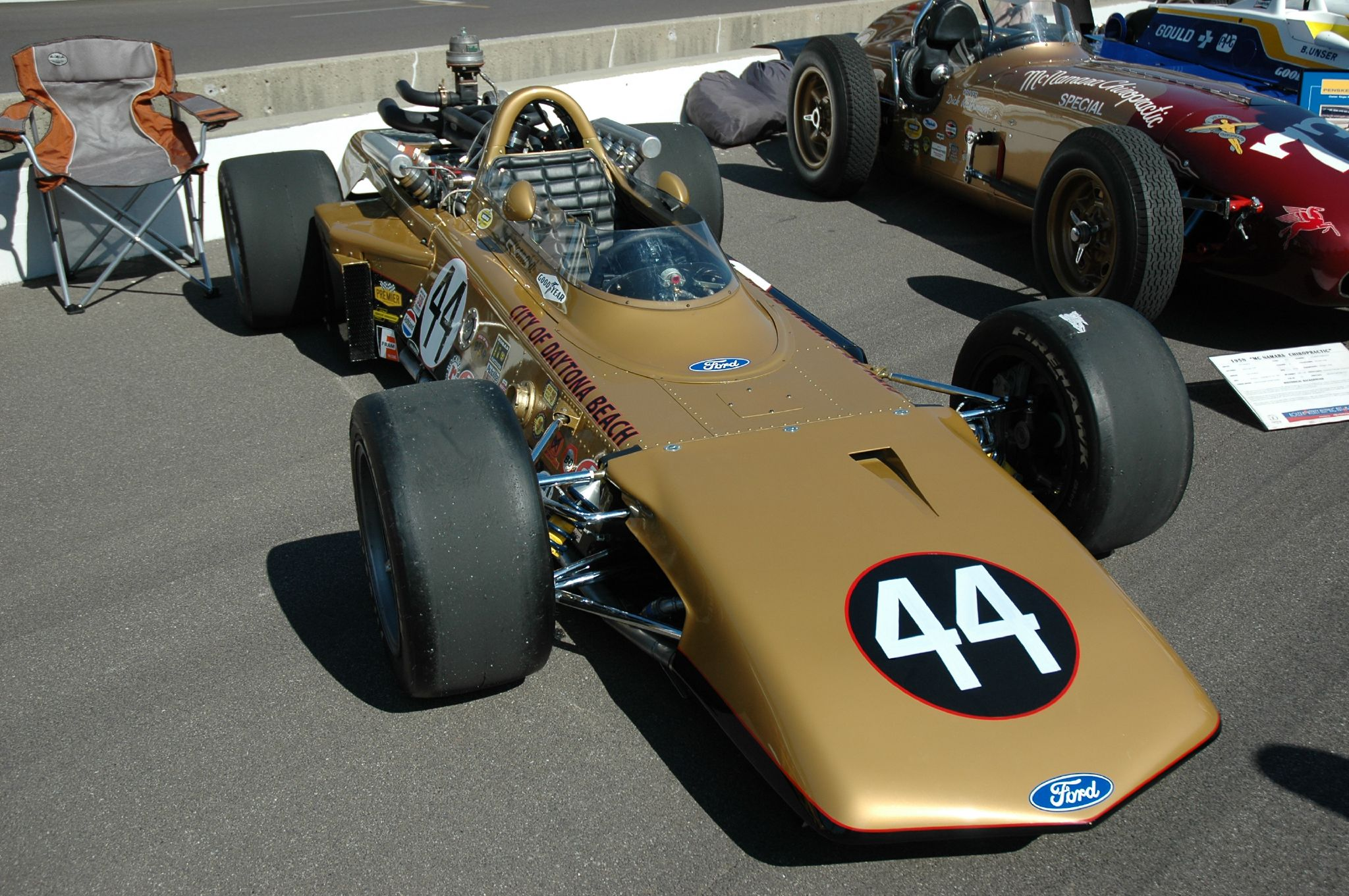
O Eagle pilotado por Joe Leonard que chegou em sexto na Indy 500 de 1969.

Inicialmente disputava corridas de protótipos nos Estados Unidos, estreando em 1966 na F-1 no Grande Prêmio da Bélgica, com Gurney, que disputaria outras sete corridas. Phil Hill, campeão da categoria em 1961, tentou correr o GP da Itália, mas não conseguiu vaga no grid e encerrou sua carreira. Bob Bondurant disputou duas corridas, sendo desclassificado na etapa realizada nos EUA, e abandonando a corrida do México.
Em 1967, Gurney acumulava as funções de piloto e chefe de equipe, conquistando a única vitória de um carro com chassi Eagle na F-1, no GP da África do Sul. Richie Ginther, o neozelandês Bruce McLaren e o italiano Ludovico Scarfiotti fizeram ainda participações esporádicas na temporada. A All American despediu-se da F-1 em 1968, quando Dan Gurney, novamente intercalando funções, realizou uma temporada fraca, tendo um quarto lugar como melhor resultado e terminando em 21º na classificação geral, com quatro pontos. Saiu da F-1 para dedicar-se apenas às provas realizadas em solo norte-americano.

## A participação de Al Pease e sua desclassificação no GP canadense de 1969 por lentidão
Entre 1967 e 1969, a AAR participou de três corridas extra-campeonato da Fórmula 1, todas realizadas no Canadá com Al Pease.
Nelas, Pease chamou a atenção por ter sido o único piloto desclassificado de uma corrida de F-1 por andar lento demais na pista. O fato aconteceu em 1969, quando a direção de prova, atendendo pedido dos chefes de equipe, deu bandeira preta para Pease.

## CART
Após deixar a Fórmula 1, a All American dedicaria-se apenas às corridas da USAC e da CART, onde ficaria até 1986. Regressaria à CART dez anos depois, e Juan Manuel Fangio II e P. J. Jones (a partir da US500) foram os pilotos que disputaram o campeonato. Pilotando um conjunto Eagle-Toyota-Goodyear patrocinado pela Castrol, e com uma águia desenhada no bico, a dupla teve como melhor resultado no ano um oitavo lugar de Fangio II, em Elkhart Lake, totalizando nove pontos (cinco do argentino, quatro do norte-americano).
Para 1997, a AAR manteve a dupla Fangio II-Jones, o motor Toyota e o patrocínio da Castrol, desta vez usando chassis Reynard. O desempenho foi um pouco melhor que no ano anterior, e novamente o sobrinho do pentacampeão de Fórmula 1 superou P. J. Jones em pontos (9 a 3), totalizando 12 pontos na classificação geral.
Em 1998, Jones segue na equipe, desta vez sem Fangio II, que se aposentara da CART no final de 1997. Para o lugar do argentino, foi contratado outro americano, Alex Barron, vindo da Fórmula Atlantic. No duelo interno, melhor para Jones: 2 a 1 na pontuação. Nas últimas cinco provas do campeonato, a AAR contratou o italiano Vincenzo Sospiri, e chegou a fazer uma pequena mudança no layout do carro #98, que ganharia uma pintura preta na carenagem e no aerofólio. Sospiri não pontuou, fechando o ano em 29º lugar.
P. J. Jones, que havia deixado o time antes do encerramento da temporada anterior, não teve seu contrato renovado e assinou com a Patrick Racing no lugar do compatriota Scott Pruett. A equipe, que vivia severa crise financeira, excluiu o carro #98 da lista de inscritos, tendo apenas Barron até o GP de Milwaukee. Gualter Salles, Raul Boesel e Andrea Montermini disputaram também algumas etapas no lugar de Barron, que correria 2 provas pela tradicional equipe Penske, sem muito destaque.
Sem chances de participar da temporada de 2000 (Bryan Herta e Raul Boesel chegaram a ser cogitados para pilotar na equipe), Dan Gurney tirou a All American da CART, encerrando uma trajetória de quatro temporadas.

## Pilotos

### Fórmula 1
- Dan Gurney (1966-1968)
- Phil Hill (1966)
- Bob Bondurant (1966)
- Richie Ginther (1967)
- Bruce McLaren (1967)
- Ludovico Scarfiotti (1967)
- Al Pease (1967-1969)

### CART
- Mike Mosley (1979–1981)
- Geoff Brabham (1981)
- Rocky Moran (1981)
- Pete Halsmer (1984)
- Mike Chandler (1982, 1984)
- Kevin Cogan (1984–1985)
- Ed Pimm (1984–1985)
- Jan Lammers (1986)
- Juan Manuel Fangio II (1996–1997)
- P. J. Jones (1996–1998)
- Alex Barron (1998–1999)
- Vincenzo Sospiri (1998)
- Raul Boesel (1999)
- Gualter Salles (1999)
- Andrea Montermini (1999)

## Classificação completa da All American Racers na Fórmula 1
| 1968 | Anglo American Racers | Eagle | Eagle T1G McLaren M7A | Weslake V12 Ford V8   | Goodyear | - | - | Dan Gurney          | 21º Gurney 3 pontos                                                                          | 12º lugar 0 ponto  |
| 1967 | Anglo American Racers | Eagle | Eagle T1G             | Climax S4 Weslake V12 | Goodyear | - | - | Dan Gurney          | 8º Gurney 13 pontos NC (41º) Ginther 0 ponto 14º McLaren (3 pontos) 20º Scarfiotti (1 ponto) | 7º lugar 13 pontos |
| 1967 | Anglo American Racers | Eagle | Eagle T1G             | Climax S4 Weslake V12 | Goodyear | - | - | Richie Ginther      | 8º Gurney 13 pontos NC (41º) Ginther 0 ponto 14º McLaren (3 pontos) 20º Scarfiotti (1 ponto) | 7º lugar 13 pontos |
| 1967 | Anglo American Racers | Eagle | Eagle T1G             | Climax S4 Weslake V12 | Goodyear | - | - | Bruce McLaren       | 8º Gurney 13 pontos NC (41º) Ginther 0 ponto 14º McLaren (3 pontos) 20º Scarfiotti (1 ponto) | 7º lugar 13 pontos |
| 1967 | Anglo American Racers | Eagle | Eagle T1G             | Climax S4 Weslake V12 | Goodyear | - | - | Ludovico Scarfiotti | 8º Gurney 13 pontos NC (41º) Ginther 0 ponto 14º McLaren (3 pontos) 20º Scarfiotti (1 ponto) | 7º lugar 13 pontos |
| 1966 | Anglo American Racers | Eagle | Eagle T1G             | Climax S4 Weslake V12 | Goodyear | - | - | Dan Gurney          | 12º Gurney 4 pontos NC (32º) P. Hill (0 ponto) 14º Bondurant (0 ponto)                       | 7º lugar 4 pontos  |
| 1966 | Anglo American Racers | Eagle | Eagle T1G             | Climax S4 Weslake V12 | Goodyear | - | - | Phil Hill           | 12º Gurney 4 pontos NC (32º) P. Hill (0 ponto) 14º Bondurant (0 ponto)                       | 7º lugar 4 pontos  |
| 1966 | Anglo American Racers | Eagle | Eagle T1G             | Climax S4 Weslake V12 | Goodyear | - | - | Bob Bondurant       | 12º Gurney 4 pontos NC (32º) P. Hill (0 ponto) 14º Bondurant (0 ponto)                       | 7º lugar 4 pontos  |